# Mike Jones
Pour les articles homonymes, voir Jones et Mike Jones (homonymie).
Michael « Mike » Jones, né le 18 novembre 1981 à Houston au Texas, est un rappeur, acteur et entrepreneur américain, propriétaire du label Ice Age Entertainment. Avant d'être chez Swishahouse, Jones est membre d'un groupe appelé Souf Folk, sous le nom de Sache. Il publie un album avec Souf Folk intitulé Country Thuggin en 2003. Mike Jones est connu pour une utilisation répétée de phrases d'accroche, souvent autour de son nom et de son label ; la plus connue d'entre elles est son fameux : Who? Mike Jones! Who? Mike Jones!. 

## Biographie

### Débuts
Mike Jones est né le 18 novembre 1981 à Houston, au Texas.,. Jones lance sa carrière musicale dans un groupe appelé Souf Folk, sous le nom de Sache. Il publie un album avec Souf Folk intitulé Country Thuggin en 2003,. En 2001, Jones lance son propre label indépendant, Ice Age Entertainment, puis sa carrière en solo. Il publie indépendamment ses albums dans des clubs de striptease.
Jones signe finalement avec le label de Dirty South Swishahouse, après avoir rencontré l'A&R T. Farris. À cette période, Swishahouse signait des rappeurs sudistes comme Slim Thug, Paul Wall et Chamillionaire. Farris explique comment il a signé Jones : « je l'ai entendu sur une mixtape de l'un de mes partenaires et je voulais le rencontrer et le faire rapper sur nos mixtapes. Ca s'est bien passé, il a signé. »

### DeWho Is Mike Jones?àThe Voice(2004–2009)
En 2004, après la publication de son single à succès Still Tippin', significativement diffusé à la radio américaine, Jones signe avec les labels Jive Records et Warner Bros.. Il publie rapidement un second single, Back Then, qui sera certifié disque de platine par la RIAA. Le 19 avril 2005, Jones publie son premier album, Who is Mike Jones?. Il atteint la troisième place du Billboard 200, et est certifié double disque de platine.
Après son départ de Jive Records, Jones signe un contrat de distribution avec Asylum Records pour son label Ice Age Entertainment. En septembre 2006, Jones publie le single Mr. Jones. Il débute 92e aux classements Billboard. La chanson gagne en popularité après un freestyle de Lil Wayne sur Sky Is the Limit sur sa mixtape Da Drought 3. Le 31 janvier 2007, Jones annonce un nouvel EP et un film intitulés The American Dream. Le 21 avril 2007, Jones publie le second single de l'EP, intitulé My 64, en featuring avec Bun B et le rappeur Snoop Dogg. Le single débute premier des Bubbling Under Hot 100 Singles.
Le 27 novembre 2007, Jones publie le premier single, Drop and Gimme 50 de son second album intitulé The Voice. Drop and Gimme 50 fait participer le rappeur Hurricane Chris, originaire de Louisiane. Le 19 mai 2008, Jones publie le second single de son album, Cuddy Buddy qui atteint la 78e place du Billboard Hot 100. Le 2 décembre 2009, il publie le troisième single de l'album de The Voice intitulé Next To You qui débute 63e au Billboard Hot 100. Le 28 avril 2009 Voice est publié, et atteint la 12e place du Billboard 200, et 25 000 exemplaires vendus la première semaine.

### Pause etWhere Is Mike Jones?(depuis 2012)
Entre 2010 et 2011, Jones met sa carrière musicale en suspens. Le 20 août 2012, il annonce son retour et explique avoir mis sa carrière en suspens à cause de divergences financières avec son label Asylum Records. Il annonce également avoir fini son nouvel album, Where Is Mike Jones? et travailler sur une suite appelée WHO!Print en plus d'une mixtape intitulée Ballin Underground 2. Le 31 octobre 2013, Jones would publie la mixtape Back Ballin' Underground,. Le 28 août 2014, lors d'une entrevue concernant son prochain album Where is Mike Jones?, Jones annonce la mixtape Money Train et un nouveau contrat de distribution avec le label Atlantic Records. Le 28 décembre 2014, Jones publie un nouveau single intitulé 3 Grams en featuring avec Slim Thug et Yung Duece.  
Le 1er janvier 2015, Jones publie une mixtape intitulée Money Train,. En février 2015, il annonce une autre mixtape intitulée Money Train: Reloaded.

## Discographie

### Albums studio
- 2005 : Who is Mike Jones?
- 2008 : The Voice of the Streets

### Album collaboratif
- 2003 : 1st Round Draft Picks (avec Magno)

### EP
- 2006 : The American Dream

### Mixtapes
- 2002 : Ballin' Underground
- 2003 : Runnin tha Game
- 2004 : King of the Streets
- 2007 : Running fot President 2k8

### Singles
- 2005 : Still Tippin' (feat. Slim Thug & Paul Wall)
- 2005 : Back Then
- 2006 : Flossin (feat. Big Moe)
- 2006 : Mr. Jones
- 2007 : My 64 (feat. Bun B & Snoop Dogg)
- 2007 : Turning Heads
- 2007 : Drop and Gimme 50 (feat. Hurricane Chris)
- 2009 : Next to you